# Мастерсон, Дэнни
Дэ́ниел Пи́тер Ма́стерсон (англ. Daniel Peter Masterson; род. 13 марта 1976, Альбертсон, Нью-Йорк) — американский актёр, диджей и осуждённый сексуальный преступник. Наиболее известен по ролям в сериалах «Шоу 70-х» (1998—2006) и «Ранчо» (2016—2018).

## Биография
Мастерсон родился на Лонг-Айленде в Нью-Йорке, в семье Кэрол (англ. Carol Masterson) и Питера Мастерсона (англ. Peter Masterson). У него есть два брата — Кристофер Мастерсон и Джордан Мастерсон, и младшая сестра — Аланна Мастерсон, которые так же являются актёрами.
В 2005 году Мастерсон начал встречаться с актрисой Бижу Филлипс. Они обручились в 2009 году и поженились 18 октября 2011 года. Их дочь Фианна Фрэнис Мастерсон родилась 14 февраля 2014 года.
Мастерсон — саентолог.

### Обвинения в изнасиловании
В марте 2017 года четыре женщины обвинили Мастерсона в изнасилованиях, имевших место в начале 2000-х годов, после чего Департамент полиции Лос-Анджелеса начал расследование инцидентов. Мастерсон, через своего агента, отверг обвинения. В ноябре того же года Седрик Бикслер-Завала, вокалист группы At the Drive-In, заявил о том, что его супруга, Крисси Карнелл Бикслер, также была изнасилована Мастерсоном. В декабре Мастерсон был уволен из сериала «Ранчо», в ответ на что он заявил, что «по очевидным причинам крайне разочарован решением Netflix». В том же месяце пятая женщина, бывшая девушка Мастерсона, обвинила его в изнасиловании.
В январе 2018 года агентство «United Talent Agency» прекратило сотрудничество с Мастерсоном.
В августе 2019 года четыре женщины подали иск против Мастерсона и Церкви саентологии, обвинив в преследовании и травле, начавшихся после выдвижения обвинений в изнасиловании. Мастерсон ответил одной из истиц, заявив, что «не намерен вести борьбу со своей бывшей девушкой в прессе», однако не упомянул обвинения в преследовании и травле. Посвящённый обвинениям против Мастерсона эпизод шоу Леи Ремини «Саентология и последствия», планировавшийся к показу в феврале 2019 года, был отложен из нападок со стороны Церкви саентологии, и в конечном итоге был показан в августе 2019 года.
В январе 2020 года Седрик Бикслер-Завала заявил, что двое его питомцев были отравлены крысиным ядом, обвинив в произошедшем Церковь саентологии.
В июне 2020 года Мастерсону были предъявлены обвинения в трёх изнасилованиях, имевших место в 2001 и 2003 годах. Он был арестован и позже выпущен под залог в $3,3 миллиона.
17 июня 2020 года Мастерсону было предъявлено обвинение в изнасиловании 23-летней женщины в 2001 году, 28-летней женщины в начале 2003 года и 23-летней женщины в конце 2003 года. Мастерсону грозило до 45 лет лишения свободы, 8 сентября 2023 года Верховный суд Лос-Анджелеса приговорил его к 30 годам заключения с правом на условно-досрочное освобождение через 25 с половиной лет..